# Milton Wakefield
Pour les articles homonymes, voir Wakefield (homonymie).
Milton Wakefield (né en 1939 ou 1940 à Maidstone en Saskatchewan) est un homme politique provincial canadien de la Saskatchewan. Il représente la circonscription de Lloydminster à titre de député du Parti saskatchewanais de 1999 en 2007.